# Facundo Fajardo
Facundo Fajardo, vollständiger Name Facundo Jorge Fajardo Puentes, (* 10. August 1994 in Montevideo) ist ein uruguayischer Fußballspieler.

## Karriere
Der 1,87 Meter große Defensivakteur Fajardo steht mindestens seit der Saison 2012/13 im Kader des Erstligisten Juventud, kam jedoch in jener Spielzeit noch nicht in der höchsten uruguayischen Spielklasse zum Einsatz. Er debütierte schließlich unter Trainer Jorge Giordano am 26. April 2015 bei der 0:1-Heimniederlage gegen den Danubio FC mit einem Startelfeinsatz in der Primera División. Bis zum Saisonende 2014/15 lief er in insgesamt zwei Erstligaspielen (kein Tor) auf. Nachdem er in der Apertura 2015 keine weiteren Pflichtspieleinsätze bei Juventud verbuchen konnte, wechselte er Mitte Januar 2016 auf Leihbasis zum Zweitligisten Club Atlético Progreso. In der Clausura 2016 wurde er sechsmal (kein Tor) in der Liga eingesetzt. Anfang Juli 2016 kehrte er zu Juventud zurück. In der Saison 2016 kam er nicht zum Einsatz.